# Нокс, Майра
Майра Нокс (англ. Myra Knox 1853, Нью-Брансуик — 30 октября 1915, Окленд) — американский врач канадского происхождения, американский пионер. До начала медицинской карьеры работала учительницей, стала первой женщиной в Калифорнии, назначенной в педагогический совет.

## Биография

#### Ранние годы
Майра родилась в 1853 г. в семье Валентина и Марты Уилер в канадской провинции Нью-Брансуик. В 1872 г. она вышла замуж за Клиффорда Нокса, торговца и пионера из Миннесоты. На тот момент Майра работала школьной учительницей в О-Клэр. Осенью 1872 или весной 1873 года Майра и Клиффорд переехали вЭйткин, штат Миннесота. Эйткин был основан в 1870 г. как станция Северной Тихоокеанской железной дороги. Это было небольшое поселение американского фронтира, являющимся по сути точкой торговли мехом. Майра стала одной из первых учительниц в молодом поселении, некоторое время она учила детей в своем доме, пока не было построено здание школы. Здоровье мужа постепенно ухудшалось, и последние два года жизни в Эйткине он был не в состоянии работать. В 1876 г., ища более благоприятный климат, Майра с семьей отправилась на запад, но в пути неожиданно умер ее муж.

#### Медицинская карьера
После смерти мужа Майра получила армейскую пенсию вдовы и с детьми переехала в Окленд, штат Калифорния. В 1881 году она поступила на учебу в Медицинский институт Купера (сейчас Медицинская школа Стэнфордского университета) в Сан-Франциско и была одной из четырех женщин в классе из шестнадцати человек. В 1884 году Майра Нокс получила степень доктора медицины. Она работала врачом в Государственном доме для слепых в Окленде, а также входила во врачебный совет больницы Мерритт (сегодня Медицинский центр Альта Бейтс Саммит).
В начале 1890х Майра Нокс вошла в педагогический совет Окленда, став первой женщиной в Калифорнии, занявшей это место. В совете она проработала 12 лет. Через несколько лет Нокс дважды выдвигали на пост директора школы в Окленде. Первой ее кандидатуру предложила Республиканская партия, но она потерпела поражение при голосовании. Затем популисты выдвинули кандидатуру Нокс на должность директора школы по особым поручениям, также поступили беспартийные. В 1985 г. она получила эту должность.

#### Гражданская деятельность
Майра Нокс была либеральной женщиной и известной благодаря своей большой медицинской практике, при этом она никогда не занимала видного положения в политике, и сказала, что не знает, почему ее имя было выдвинуто на эту должность, "разве что, - сказала она, - потому что я когда-то была школьной учительницей. Конечно, я считаю правильным, что женщины должны руководить школами, но я никогда не думала об этом вопросе с точки зрения занятия должности".
Майра Нокс принимала активное участие в развитие города и гражданских делах. Она создала первую в Окленде ассоциацию по благоустройству, которую возглавила женщина, была одной из главных инициаторов создания городской библиотеки Карнеги (сейчас Музей и библиотека афроамериканцев в Окленде) и проведения различных реформ на благо женщин города. Нокс проводила просветительскую работу. Например, она призывала учениц Оклендской старшей школы отказаться от ношения корсета и начать питаться более полезной и здоровой пищей.

#### Смерть
Нокс умерла 30 октября 1915 года от кровоизлияния в мозг. В браке Майра родила двоих дочерей: Берта и Маргарет Нокс. Берта Нокс прожила всю жизнь в Окленде, работая учительницей, умерла после 1964 г.  Маргарет Нокс была первой женой голливудского актера эпохи немого кино Эриха фон Штрогейма, скончалась 15 мая 1916 г.